# フレッシュコーポレーション
株式会社フレッシュコーポレーションは、かつて関東地方を中心にスーパーマーケットなどを展開していた企業である。
2021年3月31日に株式会社尾張屋、株式会社マルエイ、株式会社アタックの3社と共に、株式会社マルヤから商号変更された株式会社ジョイマートへ吸収合併され解散した。運営していたスーパーマーケットチェーンブランドの「フジマート」「食彩館マルシェ」「アバンセ」はジョイマートのブランドとなった他、旧フレッシュコーポレーション本社も「フジマート」「食彩館マルシェ」「アバンセ」の運営事務所であるジョイマート フレッシュコーポレーションカンパニーとなった。

## 沿革
- 1978年 - スーパーマーケット「フジマート」として創業。
- 1980年 - 株式会社フジマートを設立し、スーパーマーケットのチェーン化。
- 1995年 - 社名を株式会社フジタコーポレーションに変更。この時点ではスーパーマーケット事業は「フジマート」、「Kマート」、「食彩館マルシェ」の三業態で展開[4]。
- 1999年 - 惣菜専門ショップのチェーン展開を開始。外食産業に参入。
- 2002年 - 「株式会社グローバルキッチン」を設立し、でりしゃす事業部（惣菜専門ショップ）を独立採算事業とする。
- 2004年 - 「アバンセ」を追加し、スーパーマーケット事業部を「フジマート」・「食彩館マルシェ」・「アバンセ」の三業態で展開。
- 2006年 - 「株式会社萬家」を設立。外食事業部を独立採算事業とする。
- 2007年 - 「株式会社ファミリーブック」を設立。ブック事業部を独立。
- 2013年 - 「株式会社ファミリーブック」の株式をゲオホールディングスに96.9%譲渡、書籍事業から撤退[5]。
- 2016年 - ゼンショーホールディングスの子会社である日本リテールホールディングスが、97.10%の株式を取得し親会社となる[6]。
- 2017年
  - 5月20日 - 社名を株式会社フレッシュコーポレーションに変更。
  - 8月21日 - 「でりしゃす」籠原店（埼玉県熊谷市）など3店舗でポテトサラダなどを食べた顧客が、同時期に11都県で同一遺伝子による広域感染とされる病原性大腸菌O157に感染。感染経路は不明であった。同社は「総合的な経営判断」として9月19日付で「でりしゃす」全17店舗を閉鎖したことを発表[7]。
- 2019年 - グループ会社であった「株式会社いっちょう」（旧・株式会社萬家）がクリエイト・レストランツ・ホールディングスの完全子会社となり、グループから外れる[8]。
- 2021年 - ゼンショーグループ内のスーパーマーケット事業再編により、株式会社ジョイマート（旧・株式会社マルヤ）を存続会社として吸収合併され株式会社フレッシュコーポレーションは解散[9]。「フジマート」「食彩館マルシェ」「アバンセ」はジョイマートのブランドとなる。

## 店舗
- スーパーマーケット 合計27店舗

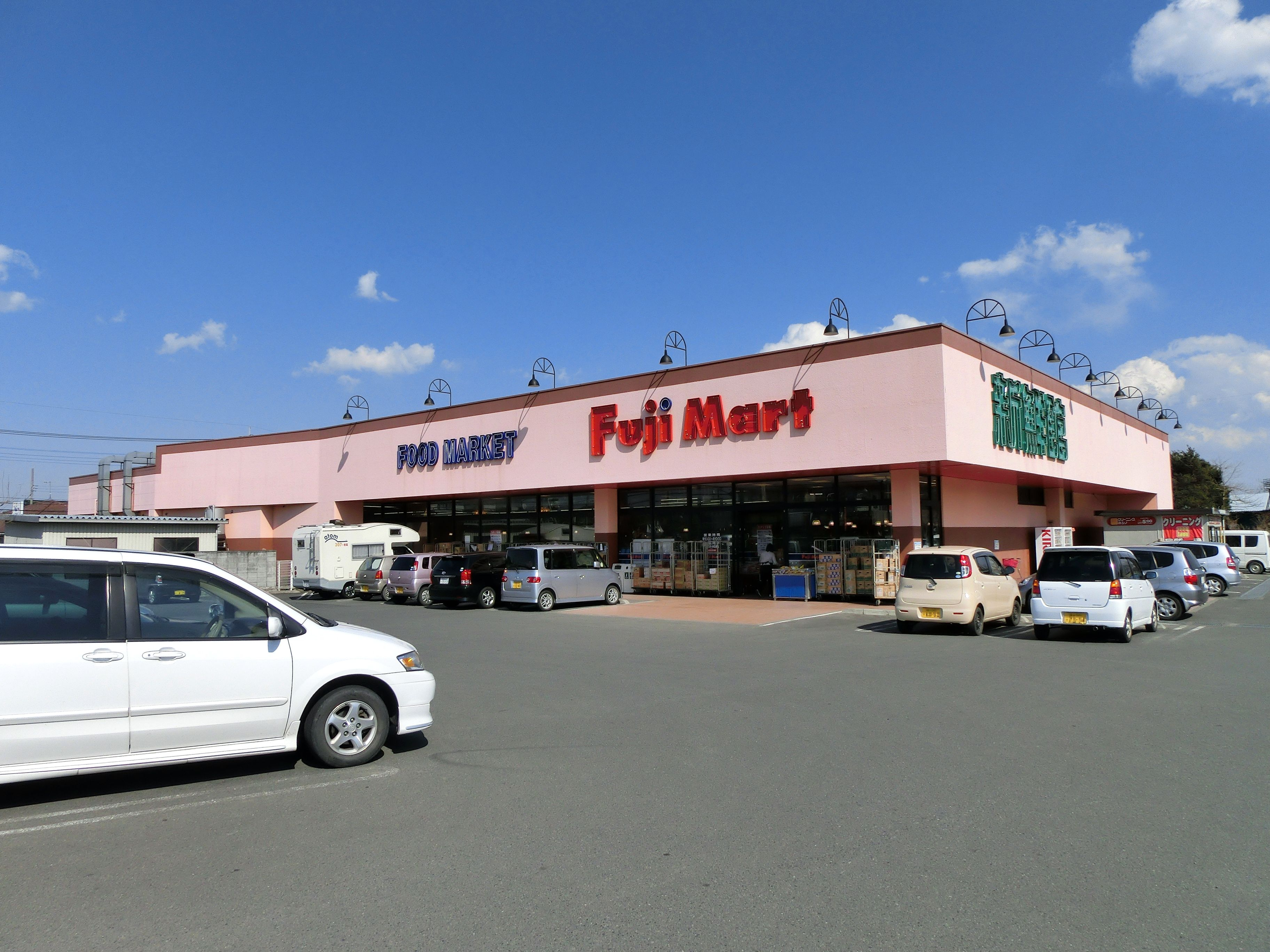
フジマート神川店

  - フジマート - 株式会社フジマート（広島県）とは無関係
  - 食彩館マルシェ
  - アバンセ
- ダイソー（FC）2店舗

## 過去のグループ会社
株式会社ファミリーブック
- ファミリーブック（書籍販売・ビデオレンタル）
- C's Cafe（インターネットカフェ）
- JOY TRADE（中古ゲーム）
- ぶっくらんど（古本）
- 古本創庫（古本）

株式会社グローバルキッチン
- でりしゃす（惣菜専門ショップ） を運営していたが、日本リテールホールディングスによる株式会社フジタコーポレーション買収時点ではフジタコーポレーションの運営であった。

株式会社萬家（現株式会社いっちょう）（外食事業）
- いっちょう
- 萬家

株式会社グローバルライフ
- コメダ珈琲店（FC）

## クレジットカード（ハウスカード）
2004年よりライフとの提携でフジタスペシャルカードF.S.Ca（フ・ス・カ）を発行していたが、提携終了により2010年1月31日に一旦廃止され、後継はオリエントコーポレーション発行の新カードとなった。